# Star 1144
Star 1144 – prototyp polskiego samochodu ciężarowego szosowo-terenowego w układzie napędowym 4x4 opracowany przez FSC Star w Starachowicach jako następca Stara 244.
Konstrukcja bazowała na rozwiązaniach wprowadzonych w modelu Star 1142.